# Пурпурните реки II
Пурпурните реки II: Ангели на Апокалипсиса (на френски: Les Rivières pourpres 2: les Anges de l'Apocalypse)) е френски екшън-трилър филм от 2004 година. В него играят Жан Рено, Беноа Мажимел и Кристофър Лий. Филмът е режисиран от Оливие Даан, а главен продуцент е Илан Голдман. „Пурпурни реки II“ е продължение на филма „Пурпурните реки“ от 2000 година. Филмът е вдъхновен от едноименната книга на Жан-Кристоф Гранже „Les rivières pourpres“.